# Eman Ghoneim
Eman Ghoneim (en árabe: إيمان غنيم‎) es una geomorfóloga egipcio /estadounidense. En marzo de 2006, junto con Farouk El-Baz, descubrieron el cráter Kebira, un posible cráter de impacto (astroblema) en el Sahara. En 2007, mientras procesaba datos espaciales de microondas (imágenes de radar),descubrió un antiguo mega lago (30 750 km²) enterrado bajo la arena del Gran Sahara en el norte de Darfur, Sudán.

## Trayectoria
Eman Ghoneim se graduó con honores y recibió su maestría en el Departamento de Geografía de la Universidad de Tanta, Egipto, en 1997. Obtuvo su doctorado licenciada en Geografía por el Departamento de Geografía de la Universidad de Southampton, Reino Unido, en 2002. En 2003, ocupó una posición postdoctoral en el Centro de Teledetección de la Universidad de Boston, Estados Unidos. Fue durante este tiempo que ayudó a descubrir el cráter de Kebira. En 2010, se incorporó al Departamento de Ciencias de la Tierra y del Océano de la Universidad de Carolina del Norte en Wilmington (UNCW) y se convirtió en directora del Laboratorio de teledetección espacial y con drones (SDRS).

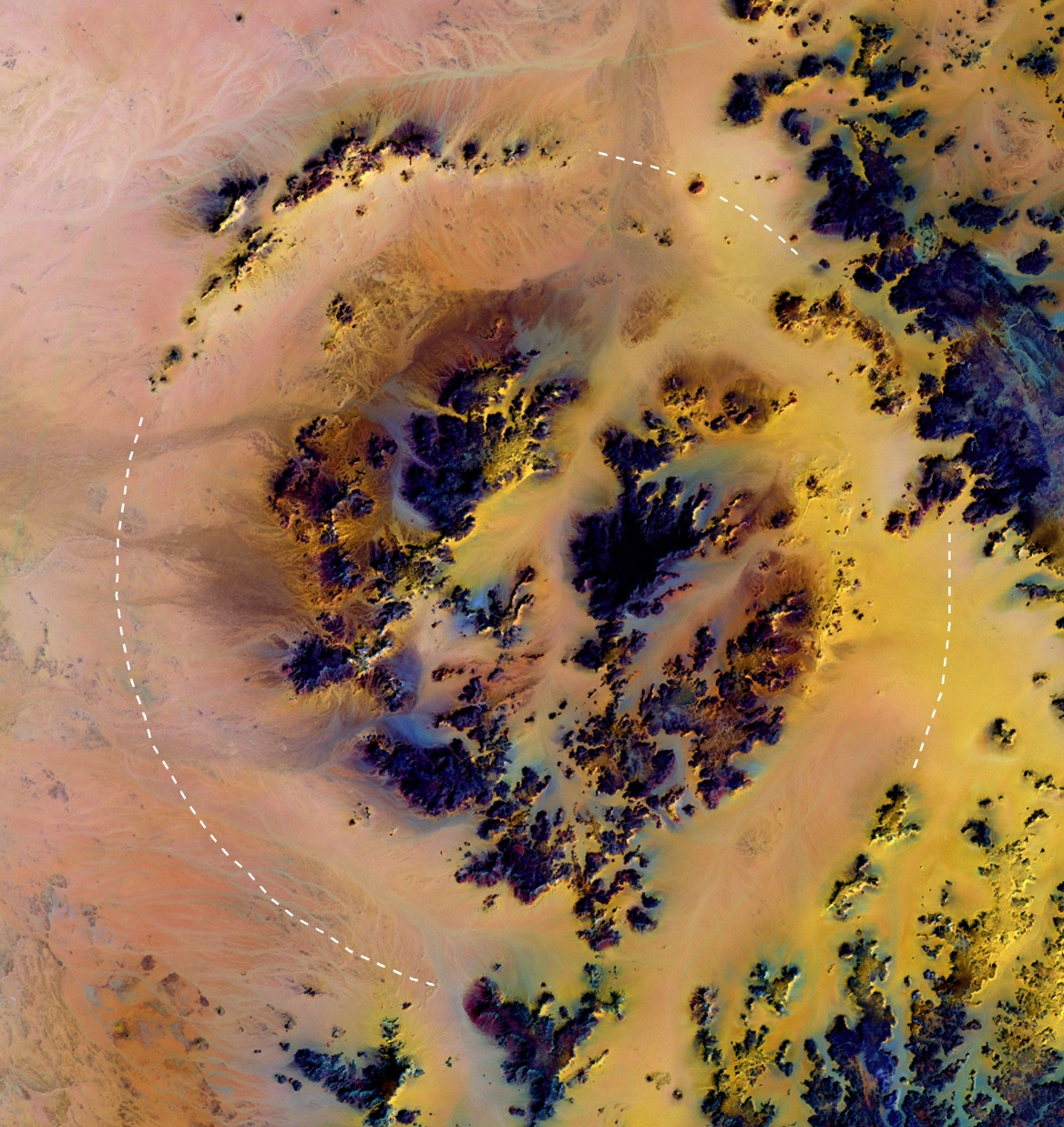
Imagen de satélite del cráter Kebira

Se centra principalmente en la aplicación de sistemas de información geográfica (SIG), teledetección (incluidas imágenes de radar multiespectrales, térmicas y de microondas), vehículo aéreo no tripulado (UAV) y el uso de modelos hidrológicos en peligro de inundaciones relámpago, aumento del nivel del mar, sequía y exploración de aguas subterráneas en ambientes áridos y costeros. Ghoneim es una experta  en procesamiento de imágenes y utiliza una amplia gama de datos satelitales/espaciales, incluidos datos imagen multiespectral, hiperespectrales, infrarrojos térmicos (TIR), microondas (imágenes de radar) y modelo digital del terreno  (DEM). Ghoneim ha publicado más de 27 artículos revisados por pares. Ha publicado más de 48 artículos de conferencias y ha impartido numerosos talleres, seminarios y cursos de formación para delegados multidisciplinarios.[cita requerida]
Ghomein fue invitada como experta en su campo, junto con otras 30 mujeres egipcias expatriadas, a participar en la conferencia Taa Marbouta en 2017. La conferencia, que se centró en la importancia de las mujeres egipcias en los ámbitos social, político y económico, fue organizada por el Ministerio de Inmigración y Asuntos de Expatriados Egipcios y el Consejo Nacional de la Mujer.
Además de su trabajo de investigación, Ghoneim ha estado enseñando en educación superior desde 1990.En reconocimiento a su labor docente, ha recibido múltiples premios, incluido el Premio a la Excelencia Docente del Consejo Directivo de la Universidad de Carolina del Norte en Wilmington en 2018.

## Premios y honores
- Premio de la Junta Directiva de la UNC a la Excelencia en la Docencia (2021)
- Premio a la Excelencia Docente de la Junta Directiva, Universidad de Carolina del Norte en Wilmington (2018)[6]
- Premio a la Cátedra Distinguida, Universidad de Carolina del Norte en Wilmington[6]
- Premio del Canciller a la Excelencia Docente, Universidad de Carolina del Norte en Wilmington (2017)[7]
- Premio 'Las mujeres egipcias pueden' (2017)[7]
- Mujeres líderes en STEM[6]
- Premio a la Mejor Letra otorgado por la Sociedad de Fotogrametría y Teledetección del Reino Unido por el artículo “La forma del cráter más grande del Gran Sahara revelada por imágenes multiespectrales y datos de radar” (2007)[8]

## Publicaciones (selección)
- Fahil, A.S, Ghoneim, E., Noweir, M.A., Masoud, A. 2020. Integration of Well Logging and Remote Sensing Data for Detecting Potential Geothermal Sites along the Gulf of Suez, Egypt. Resources 9, 109
- Ghoneim, E., El-Baz, F., 2020. Satellite image data integration for groundwater exploration in Egypt. In: Elbeih S., Negm A., Kostianoy A (edit), Egypt Environment: a Satellite Remote Sensing Approach. Springer. Chapter 8. 211–230.
- Bratley, K., Ghoneim, E. 2018. Modeling Urban Encroachment on the Agricultural Land of the Eastern Nile Delta Using Remote Sensing and GIS-based Markov Chain Model. Land 7(4), 114.
- Mashaly, J., Ghoneim, E. 2018. Flash Flood Hazard Using Optical, Radar, and Stereo-Pair Derived DEM: Eastern Desert, Egypt. Remote Sensing. 10(8), 1204. (Special Issue)
- Ghoneim, E. 2018. Rimaal: A Sand Buried Structure of Possible Impact Origin in the Sahara: Optical and Radar Remote Sensing Investigation. Remote Sensing 10 (6), 880.
- Abrams, W., Ghoneim, E., Shew, R., LaMaskin, T., Al Bloushi, K., Hussein, S., AbuBakr, M., Almulla, A., Al-Awar, M., El-Baz, F. 2018. Delineation of Groundwater Potential in the northern United Arab Emirates and Oman using geospatial technologies in conjunction with SAW, AHP and PFR techniques. Journal of Arid Environment, 157: 77–96.
- El-Behaedi, R., Ghoneim, E.  2018. Flood Risk Assessment of the Abu Simbel Temple Complex (Egypt) based on High-Resolution Spaceborne Stereo Imagery. Journal of Archaeological Science: Reports 20: 458–467.
- Ghoneim, E., Dorofeeva, A., Benedetti, M., Gamble, G., Leonard, L., AbuBakr, M. 2017. Vegetation Drought Analysis in Tunisia: A Geospatial Investigation. Journal of Atmospheric and Earth Sciences 1(1-002), 1–9.